# Saturnina von Sains-lès-Marquion

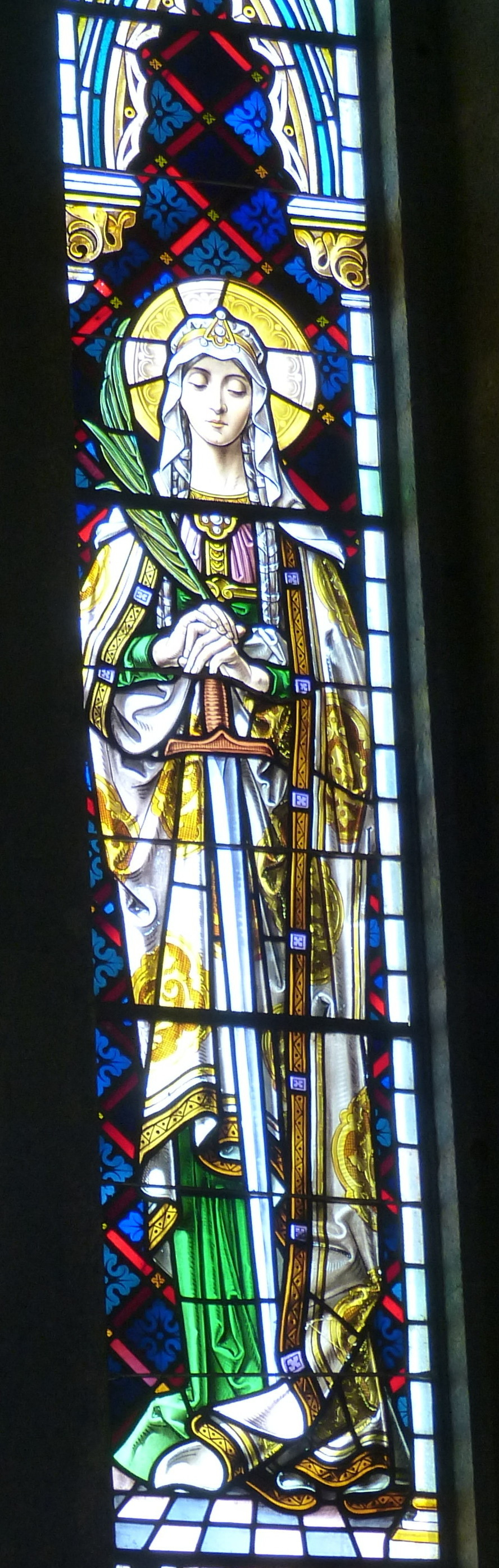
Heilige Saturnina, Iglesia de Juan Bautista, Arucas (Gran Canaria)

Die heilige Saturnina soll zu einer nicht überlieferten Zeit als jungfräuliche Märtyrin in Sains-lès-Marquion im heutigen französischen Département Pas-de-Calais das Martyrium erlitten haben.

## Leben und Sterben
Diverse Quellen nennen Saturnina als Frau bzw. Jungfrau römischer Herkunft. Andere Autoren vermuten, dass Saturnina ursprünglich aus Sachsen stammte. Eine Verheiratung durch ihre Familie habe sie abgelehnt, weil sie als geweihte Jungfrau ein eheloses Leben um Christi willen führen wollte. Vor ihrem Bräutigam, der die Hochzeit mit Gewalt durchsetzen wollte, sei sie in das heutige Frankreich geflüchtet. In der Nähe des Ortes Sains-lès-Marquion habe der Bräutigam sie aufgespürt und schließlich getötet, nachdem sie ihn weiterhin zurückwies.

## Verehrung

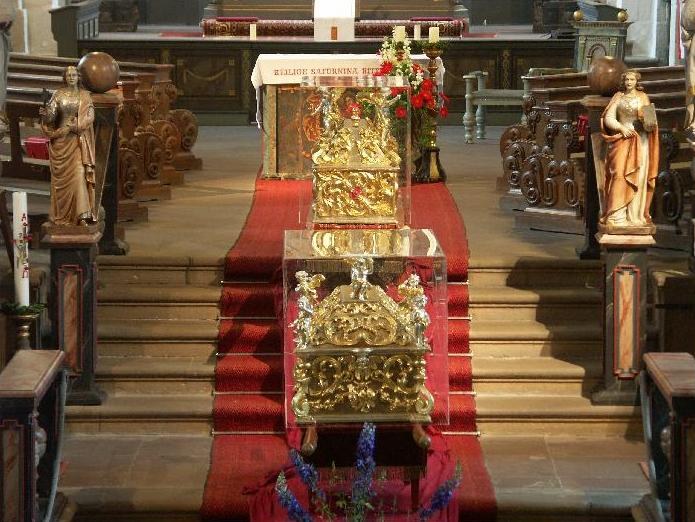
Schrein der heiligen Saturnina (vorn) während der Aussetzung in St. Saturnina, Bad Driburg-Neuenheerse

Der Überlieferung zufolge wurden die Reliquien Saturninas zunächst in der Kirche von Sains-lès-Marquion bestattet und verehrt. Unter Bischof Biso von Paderborn (887–909) erbat eine Delegation aus Sachsen die Reliquien und überführte sie in das Damenstift Heerse (heute Neuenheerse) östlich von Paderborn. Stiftskirche und -gemeinde nahmen um das Jahr 1000, spätestens ab 1150, das Patrozinium der heiligen Saturnina an.
In der Säkularisation wurde das Stift aufgelöst und die Kirche als Pfarrkirche weitergeführt, die Reliquien der Heiligen ruhen dort bis heute. Am Sonntag nach Christi Himmelfahrt findet alljährlich die Saturninenprozession durch Ort und Feldflur statt, bei der die Reliquienschreine mitgeführt werden.